# El Momento Descuidado
El Momento Descuidado es el decimoséptimo álbum de la banda de rock australiana The Church. Fue publicado el 29 de noviembre de 2004 a través del sello Liberation Music, siendo presentado dentro de su catálogo acústico. Contiene versiones renovadas de canciones previas con algunas inéditas. El nombre del álbum, escrito en español, evoca su primera canción de éxito, «The Unguarded Moment».
Una continuación, El Momento Siguiente, fue publicado nuevamente por Liberation en 2007.

## Lista de canciones
| N.º   | Título                                   | Duración |  |
| 1.    | «The Unguarded Moment»                   | 3:35     |  |
| 2.    | «0408» (Canción nueva)                   | 5:19     |  |
| 3.    | «Almost With You»                        | 4:28     |  |
| 4.    | «November» (Canción nueva)               | 3:14     |  |
| 5.    | «Metropolis»                             | 3:21     |  |
| 6.    | «Chromium»                               | 3:43     |  |
| 7.    | «Sealine»                                | 2:38     |  |
| 8.    | «A New Season»                           | 3:43     |  |
| 9.    | «All I Know» (Canción nueva)             | 4:18     |  |
| 10.   | «Til the Cows Come Home» (Canción nueva) | 3:14     |  |
| 11.   | «Tristesse»                              | 4:06     |  |
| 12.   | «Under the Milky Way»                    | 4:51     |  |
| 13.   | «Invisible»                              | 5:25     |  |
| 14.   | «Between Mirages» (Instrumental nuevo)   | 3:17     |  |
| 55:12 |                                          |          |  |

## Créditos y personal
Adaptados de las notas internas.
| The Church - Steve Kilbey – Bajo, retratos pintados. - Peter Koppes – guitarra. - Tim Powles – batería, percusión. - Marty Willson-Piper – guitarra. | Producción y apoyo - Ted Howard – Ingeniero. - Giles Muldoon – Asistente de ingeniería. - William Bowden – Asistente de masterización. - Kevin L. Keller – Producción ejecutiva. - Tony Mott – Fotografía. - Sam Hickey – Diseño en Amorphous9. |

## Premios y nominaciones
| Año  | Premios           | Categoría                        | Resultado |
| ---- | ----------------- | -------------------------------- | --------- |
| 2005 | ARIA Music Awards | Mejor álbum adulto contemporáneo | Nominado  |